# Carl Ernst Bock
Carl Ernst Bock (født 21. februar 1809 i Leipzig, død 19. februar 1874 i Wiesbaden) var en tysk læge, søn af August Karl Bock. 
Fra 1833 var han docent og senere professor i Leipzig; i begyndelsen docerede han især anatomi, senere også medicin, men efterhånden gav han sig mere og mere af med sin enorme konsultationspraksis og med udgivelsen af sine talrige populære arbejder, der især fremkom i Gartenlaube. Ved disse populære arbejder skaffede han sig et meget stort navn ikke blot i Tyskland. Nogle af hans skrifter er oversatte på forskellige sprog, også på dansk.